# Mercedes-Benz M 127
| Mercedes-Benz                                                                                                   | Mercedes-Benz                             |
| --- | ----------------------------------------- |
| |                                           |
| 2,3-Liter-Motor M 127 II mit Sechsstempel-Einspritzpumpe in einem rechtsgesteuerten 230 SL Cabriolet („Pagode“) |                                           |
| Hersteller: | Mercedes-Benz                             |
| Produktionszeitraum:                                                                                            | 1958–1967                                 |
| Bauform: | Reihensechszylinder                       |
| Verbrennungsprinzip:                                                                                            | Otto                                      |
| Motoren: | 2,2 Liter (2196 cm³) 2,3 Liter (2307 cm³) |
| Vorgängermodell:                                                                                                | Mercedes-Benz M 180                       |
| Nachfolgemodell:                                                                                                | M 114 / M 129                             |

Der Mercedes-Benz M 127 ist ein Sechszylinder-Ottomotor von Mercedes-Benz mit mechanischer Saugrohreinspritzung, der von 1958 bis 1967 produziert wurde.

## Geschichte
Der Motor M 127 wurde Mitte der 1950er Jahre vom M-180-Vergasermotor abgeleitet und besitzt wie dieser 2,2 Liter Hubraum. Er wurde während der Entwicklungsphase unter der Regie von Rudolf Uhlenhaut versuchsweise in fünf eigens abgeänderte Exemplare des Typs 190 SL eingebaut und war zwischenzeitlich für die Serienfertigung als 220 SL vorgesehen, dort aber letztlich verworfen worden und nur in den Ponton- und Heckflossenbaureihen eingesetzt. Für den Einsatz im W 113-Cabriolet („Pagoden-SL“) wurde er auf 2,3 Liter vergrößert und mit einer Sechsstempel-Einspritzpumpe versehen (M 127 II).

## Eigenschaften
Sechs Zylinder in Reihe;
Motorblock aus Gusseisen;
Zylinderkopf aus Aluminiumguss;
eine obenliegende Nockenwelle im Zylinderkopf (OHC-Ventilsteuerung);
zwei Ventile pro Zylinder; Nockenwellenantrieb Duplex-Rollenkette,
mechanische Bosch-Saugrohreinspritzung mit Kennfeldsteuerung für zwei Parameter mittels kopiergefrästem Raumnocken („Kartoffel“);
Kurbelwelle mit vier Hauptlagern

## M 127 (2,2 Liter Hubraum)
Bohrung und Hub: 80 mm × 72,8 mm ;
Hubraum: 2196 cm³ ;
Verdichtungsverhältnis: 8.7:1;
Zweistempel-Einspritzpumpe mit Verteilern;
Leistung maximal: 115 PS (85 kW) bei 4800/min (120 PS/88 kW ab August 1959);
Maximales Drehmoment max: 186 Nm bei 3800/min (189 Nm bei 3900/min ab August 1959);
Einsatz:
- Mercedes-Benz 220 SE Limousine (W 128, „Ponton“, 1958–1959)
- Mercedes-Benz 220 SE Coupe / Cabrio (W 128, „Ponton“, 1958–1960)
- Mercedes-Benz 220 SEb Limousine (W 111 „Heckflosse“, 1959–1965)
- Mercedes-Benz 220 SEb Coupe / Cabriolet (W 111 C, 1961–1965)

## M 127 II (2,3 Liter Hubraum)
1963 wurde der M 127 für den Einsatz im Sportwagen SL aufgebohrt und leistungsgesteigert. Die Bohrung wurde um 2 mm auf 82 mm vergrößert; damit erhöhte sich der Hubraum von 2196 auf 2306 cm³.
Technische Daten des Motors M 127 II :
Bohrung und Hub: 82 mm × 72.8 mm

Hubraum: 2306 cm³

Sechsstempel-Einspritzpumpe

Verdichtungsverhältnis: 9,3:1

Maximale Leistung: 150 PS (110 kW) bei 5500/min

Maximales Drehmoment: 196 Nm bei 4200/min
Einsatz: Mercedes-Benz 230 SL „Pagode“ (1963–1967)

## Einzelbelege
1. ↑  Gregor Schulz: Missing Link, In: Oldtimer Markt, August 2023, S. 12–19.